# Коренная, Наталья Александровна
Наталья Александровна Коренная (род. 6 августа 1974, Североморск) — российская актриса театра и кино.

## Биография
Наталья Коренная родилась 6 августа 1974 года в Североморске.
В 1996 году окончила Театральное училище им. Щукина (курс Ю. В. Шлыкова).
С 1996 года — актриса Театра имени Маяковского.
Вдова актёра Армандса Нейландса-Яунземса (1970—2010). Сын — Александр (1999—2022).

## Роли в театре
- «Как вам это полюбится?» — режиссёр А. Гончаров
- «Приключения Буратино» — режиссёр Ю. Иоффе
- «Розенкранц и Гильденстерн мертвы» — режиссёр Е. Арье
- «Любовь студента» — режиссёр Ю. Иоффе
- «Госпожа министерша» — режиссёр А. Белинский
- «Тайна старого шкафа» — режиссёр И. Войтулевич
- «Женитьба» — режиссёр С. Арцибашев
- «Тайна замка Шинон» — режиссёр О. Глубокова
- «Лист ожидания» — режиссёр А. Максимов
- «Иллюзион» — режиссёр Т. Сополёв
- «Рамки приличия» — режиссёр А. Максимов
- «Путешествие в стиле блюз» — режиссёр В. Данцигер
- «День рождения Синей Бороды» — режиссёр А. Максимов
- «Развод по-женски» — режиссёр С. Арцибашев
- «Опасный поворот» — Оулен

## Фильмография
- 1995 — Прибытие поезда
- 1996 — Страницы театральной пародии — актриса
- 1999 — Умирать легко — подруга Сергея
- 2000 — Дальнобойщики (2-я серия «Химия и жизнь») — Шура, заправщица на химкомбинате
- 2002 — Смотрящий вниз — Марина
- 2003 — Всегда говори «Всегда» — Зина
- 2005 — Жизнь — поле для охоты — Эмма
- 2005 — Мошенники — редактор газеты
- 2005—2007 — Обречённая стать звездой — Орели Де Буа
- 2006 — Гражданин начальник 3 — Мария
- 2006 — Кабачок «Дежа вю»
- 2006 — Палач — Светлана
- 2007 — Лавэ — Шилова
- 2007 — Час Волкова — Рита
- 2007 — 2009 — Папины дочки — воспитательница Пуговки
- 2008 — Богатая и любимая (Украина) — Мила Сорокина
- 2008 — Опасная связь
- 2008 — Осенний детектив — Нина Крутова, переводчица
- 2008 — Трое с площади Карронад — Елена, мама Славки
- 2009 — Братаны — Ирина, жена Леонида
- 2011 — Московский декамерон — Елена
- 2014 — Физрук — Ольга Тимофеевна, психолог
- 2014 — Бритва
- 2015 — Воронины — Альбина
- 2018 — Тот, кто читает мысли (Менталист) (серия № 4 «Трагический день рождения») — Раиса Андреева
- 2020 — Старые кадры — Виктория Сомова
- 2024 — Возвращение попугая Кеши — Альбина